# Ottobrunn
Ottobrunn es un municipio situado al sureste de Múnich, en Alemania, fundada en 1955. Ottobrunn consiste principalmente en viviendas adosadas y casas unifamiliares, y muchos jardines. Ottobrunn es también la sede alemana de la European Aeronautic Defence and Space Company (EADS).

## Historia
El centro de la ciudad se estableció a mediados de 1980 con el ayuntamiento (1983) y el centro de la comunidad (1986).
Hay una columna conmemorativa, llamada Ottosäule, realizada por el cincelador Anton Ripfel, en conmemoración del día en 1832 cuando Otto de Grecia, viajó más allá del área de la comunidad presente en su camino para convertirse en el rey de Grecia. Estaba situado originalmente a 12 km del centro de Múnich, marcando el punto exacto en la ruta donde el padre de Otto dejó a su hijo. La columna fue reubicada.